# Sietindenski greben
Sietindenski greben (rus. Сиетиндэнский хребет, jakutski: Сиэтэндэ) je planinski lanac na krajnjem sjeveroistoku Rusije. Administrativno područje je dio Republike Jakutije, Rusija.
Batagaj-Aljuta, jedino stalno naselje u tom području, leži na jugoistočnim padinama lanca.

## Povijest
Prethodno neucrtan, ovaj greben prvi je stavio na kartu 1932. godine sovjetski geolog Ivan Atlasov, profesor Instituta za istraživanje Arktika i Antarktika, koji je proveo geološka istraživanja u Jakutiji. Nakon što je istražio i mapisrao veći dio lanca Orulgan na zapadu, Atlasov je ugledao Sietindenski greben koji se uzdiže iznad lijeve obale gornjeg Omoloja.

## Geografija
Sietindenski greben je jedan od sjevernih podraspona sustava Verhojanskog gorja. Nalazi se u glavnom grebenu, proteže se prema jugu, zapadno od gorja Orulgan i gotovo paralelno s njim. Dolina rijeke Omoloj, koja izvire u gorju, teče na istočnim obroncima lanca, a duž zapadne strane teče Kuranakh-Yuryakh. Greben Kular uzdiže se na istoku, iza Omoloja.
Najviša točka Sietindena je neimenovanih vrh visok 1929 m koji se nalazi u njegovom južnom dijelu.

## Flora
Planinske padine prekrivene su rijetkim šumama ariša, a doline tundrom.

## Vanjske poveznice
- Ancient Middle-Carboniferous Flora of the Orulgan Range (Northern Verkhoyansk) and justification of Age Bylykat Formation  Arhivirana inačica izvorne stranice od 21. kolovoza 2021. (Wayback Machine)
- Liverwort Flora of Yakutia